# 瘤果狐尾藻
瘤果狐尾藻（学名：Myriophyllum spicatum var. muricatum）为小二仙草科狐尾藻属下的一个变种。